# Річні загальні збори Ради директорів Світового Конґресу Українців
Річні загальні збори Ради директорів Світового Конґресу Українців

## 2005
17—18 серпня 2005 р., м. Харків
Були присутні члени Екзекутивного Комітету, представники від багатьох Рад і Комісій, Світової Федерації Українських Жіночих Організацій, Європейського Конґресу Українців та інших центральних організацій СКУ. У зборах взяли участь представники українських громад майже з двадцяти країн світу (Австралія, Бельгія, Бразилія, Вірменія, Естонія, Італія, Іспанія, Казахстан, Канада, Литва, Німеччина, Польща, Португалія, Російська Федерація, Румунія, Словаччина, Сполучені Штати Америки, Угорщина та Чехія), які представили письмові або усні звіти.
На Зборах було затверджено бюджет СКУ на 2006 рік; прийнято зміни до англійського варіанту статуту СКУ, які відповідають українській версії статуту, прийнятій на VIII Конґресі СКУ; прийнято до складу СКУ Союз Русинів/Українців Словацької Республіки як крайову центральну репрезентацію Словацької Республіки та Федерацію Українських Асоціацій Іспанії — як крайову організацію. Крім цього, було створено окремий Комітет допомоги українським громадянам за кордоном, у який увійшли представники з Іспанії, Португалії, Італії та Греції.
Збори відбулися в приміщенні Харківської філармонії, саме там, де 75 років тому проходили горезвісні судові розправи над сорока представниками української інтелігенції (на чолі з Сергієм Єфремовим), яких звинувачували в антирадянській діяльності. Цей суд започаткував декаду репресій, що включає арешти представників української інтелігенції — так званого «розстріляного відродження»; ліквідацію Української Автокефальної Православної Церкви, великий Голодомор 1932—1933 років, часи Єжовщини та розстріл українських політичних в'язнів на Соловецьких островах (тільки у 1997 році у лісах Сандармоху, що знаходиться у північно-західній частині Російської Федерації, було знайдено сліди цього страшного злочину).
На місці Харківських судових розправ була відправлена поминальна служба та в кількох кроках від того місця, де у 1961 році був ув'язнений покійний Патріарх Української Католицької Церкви Йосип Сліпий, було відкрито пам'ятну дошку. Реквієм та освячення провів Архієпископ Української Атокефальної Православної Церкви Ігор Ісіченко. Серед присутніх були представники українських католицьких та православних церков, в тому числі й Митрополит Адріан (Українська Православна Церква Київського Патріархату).
Учасників зборів привітали Архієпископ Ігор Ісіченко та представники Харківської обласної й міської держадміністрації, серед яких і депутат Харківської обласної ради Ярослав Ющенко, племінник президента України.

## 2006
21—22 серпня 2006 р., м. Київ, Будинок Спілки письменників України :
Перед початком зборів біля Жовтневого палацу, в якому за часів радянської влади розміщувалася в'язниця НКВД, було проведено панахиду. Службу проводили представники Української Православної Церкви Київського Патріархату, Української Греко-Католицької та Української Римо-Католицької церков.
Про роботу своїх громад прозвітували представники 24 країн світу (Австралія, Аргентина, Білорусь, Бельгія, Бразилія, Болгарія, Вірменія, Франція, Греція, Естонія, Іспанія, Італія, Канада, Литва, Мозамбік, Португалія, Росія, Сербія, Словацька Республіка, Сполучені Штати Америки, Угорщина, Узбекистан, Хорватія, Чехія). Звіти подали також Світова Управа Спілки Української Молоді, Головна Пластова Булава та Союз Українок Америки. Крім цього, Рада Директорів заслухала звіти Світової Ради Суспільної Служби, Світової Координаційної Виховно-Освітньої Ради, Комісії Людських і Громадянських Прав, Спортової Комісії, Ради Організації Об'єднаних Націй, Комісії Боротьби проти Торгівлі Людьми, Світової Ради у Справах Культури, Ради Засобів Масової Інформації, Комісії Допомоги Українським Громадянам за Кордоном та Української Світової Кооперативної Ради. У складі Комісії Допомоги Українським Громадянам за Кордоном відбулися певні зміни: Федерація Українських Асоціацій в Іспанії замінила свого представника (замість Василя Борсука було обрано Антоніну Добровольську), введено нових членів зі Скандинавії, а роботу комісії очолив Юрій Чопик із Мадриду. Члени Екзекутивного Комітету — президент, два заступники президента (другий заступник від Світової Федерації Українських Жіночих Організацій), генеральний секретар, фінансовий секретар і скарбник, голова Контрольної Комісії — також подали свої звіти.
Під час зборів до СКУ було прийнято 5 нових членів: з Хорватії (Союз русинів і українців Республіки Хорватія як центральну крайову репрезентацію), Португалії (Громадське об'єднання українців Португалії «Собор» як крайову організацію) та з Італії (Асоціація українських жінок в Італії, Асоціація Українських жінок-робітниць в Італії та Асоціація «Україна Плюс» як крайові організації).
Також було прийнято бюджет СКУ на 2007 рік та призначено незалежного авдитора. Намічено та обговорено план відзначення 75-ї річниці Великого Голодомору, який мав включити прийняття парламентських резолюцій у близько 30 країнах світу, винесення щодо цього питання резолюції ООН, встановлення меморіалу-музею в Києві, введення матеріалів про Голодомор до шкільних програм, публікації тематичних матеріалів, проведення конференцій та виставок. На цей час резолюції щодо Голодомору вже прийнято в Аргентині, Австралії, Естонії, Канаді, Литві, Польщі, Сполучених Штатах Америки та в Угорщині. До Стефана Романіва з Австралії звернулися з проханням скоординувати спільні зусилля відносно відзначення цієї річниці.
Було вибрано Статутову комісію IX Конґресу в такому складі: Оля Даниляк від СФУЖО (голова), Богдан Футей та Рома Дигдало з США, Евген Чолій та Павло Ґрод із Канади, Славко Бурда з Європи, Романія Явір з Азії, Марія Яроцька з Австралії, Південна Америка буде представлена обранцем з Аргентини. І на кінець: місцем проведення наступних зборів Ради Директорів було вибрано Донецьк, а IX Конґресу СКУ в 2008 році — Київ.

## 2007

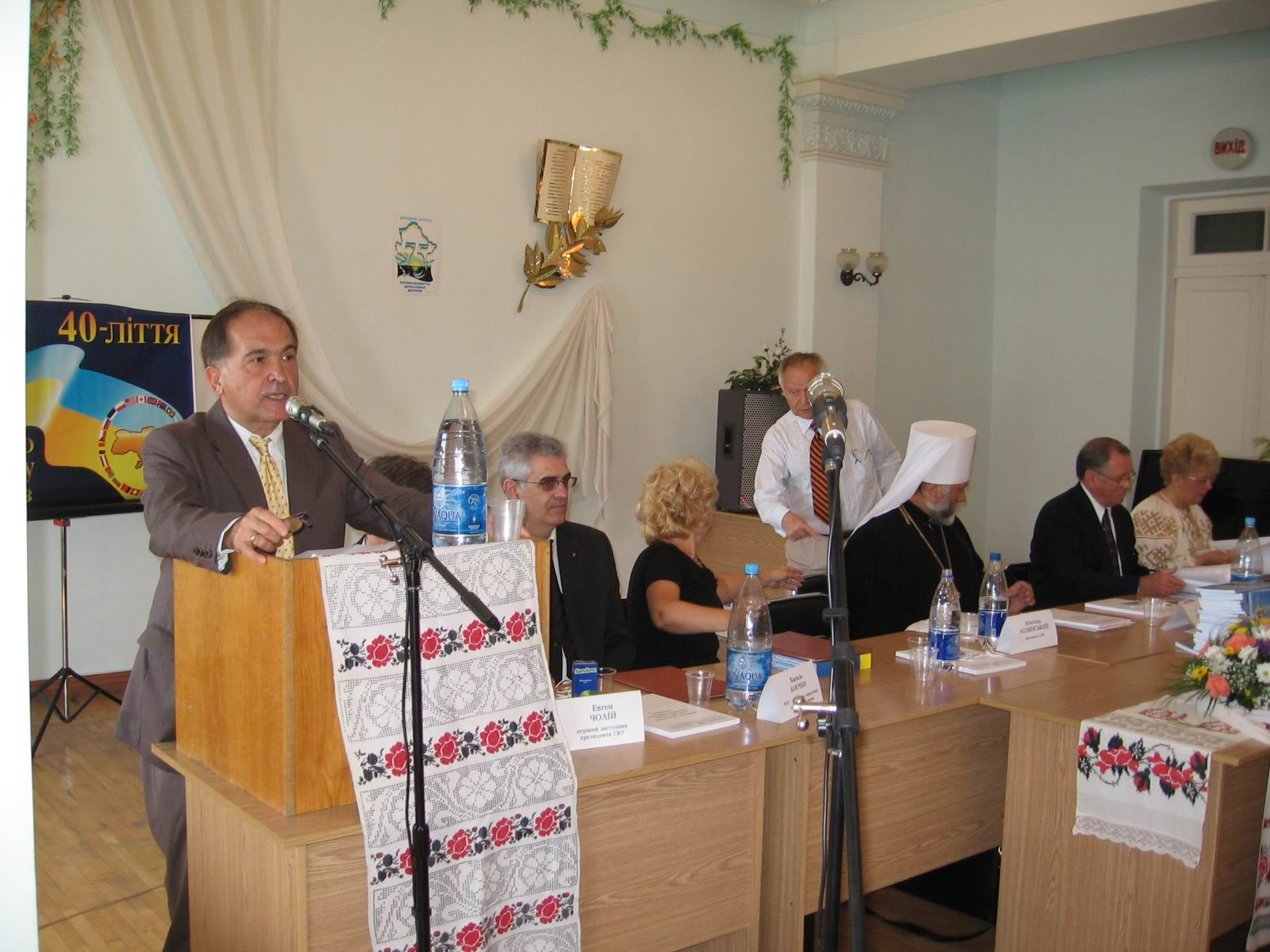
Аскольд Лозинський виступає на засіданні Ради Директорів Світового Конгресу Українців, 2007 рік

20—21 серпня 2007 р., м. Донецьк, Донецька обласна універсальна наукова бібліотека, готель «Київ»:
Програма включала урочистості перед пам'ятником Тараса Шевченку та пам'ятною дошкою на честь Василя Стуса. Відбулися пресконференції, зустріч із широкою громадськістю Донецька на кінець першого дня нарад. Були виголошені привітання від Президента та Міністра закордонних справ України, від голови Міської ради Донецька та Донецької обласної державної адміністрації, а також від різних суспільно-громадських установ в Україні, серед них і від Української Всесвітньої Координаційної Ради.
Ділова програма передбачала інформативні доповіді представників майже з сорока країн української діяспори — від Австралії до Узбекистану, з п'яти континентів світу, в тому числі й з Азії та Африки.
Присутні також вислухали звіти рад і комісій СКУ (Комісії Людських і Громадянських Прав — захист українців у таких країнах, як Російська Федерація, ліквідація наслідків акції «Вісла», захист української мови і культури в південних і східних областях України; Світової Координаційної Виховно-Освітньої Ради — українська освіта в діяспорних школах; Світової Ради Суспільної Служби — взаємна допомога тощо) та Президента й інших представників виконавчої влади — Екзекутивного комітету СКУ. Було обговорення відзначення 75-ї річниці Голодомору, призначення дати і місця наступного ІХ Конґресу СКУ, передбаченого на 2008 рік, обговорення статутових змін та прийняття нових членів постійно зростаючої української Діаспори

### Фоторепортаж «Річні загальні збори Ради директорів — 2007 у Донецьку»

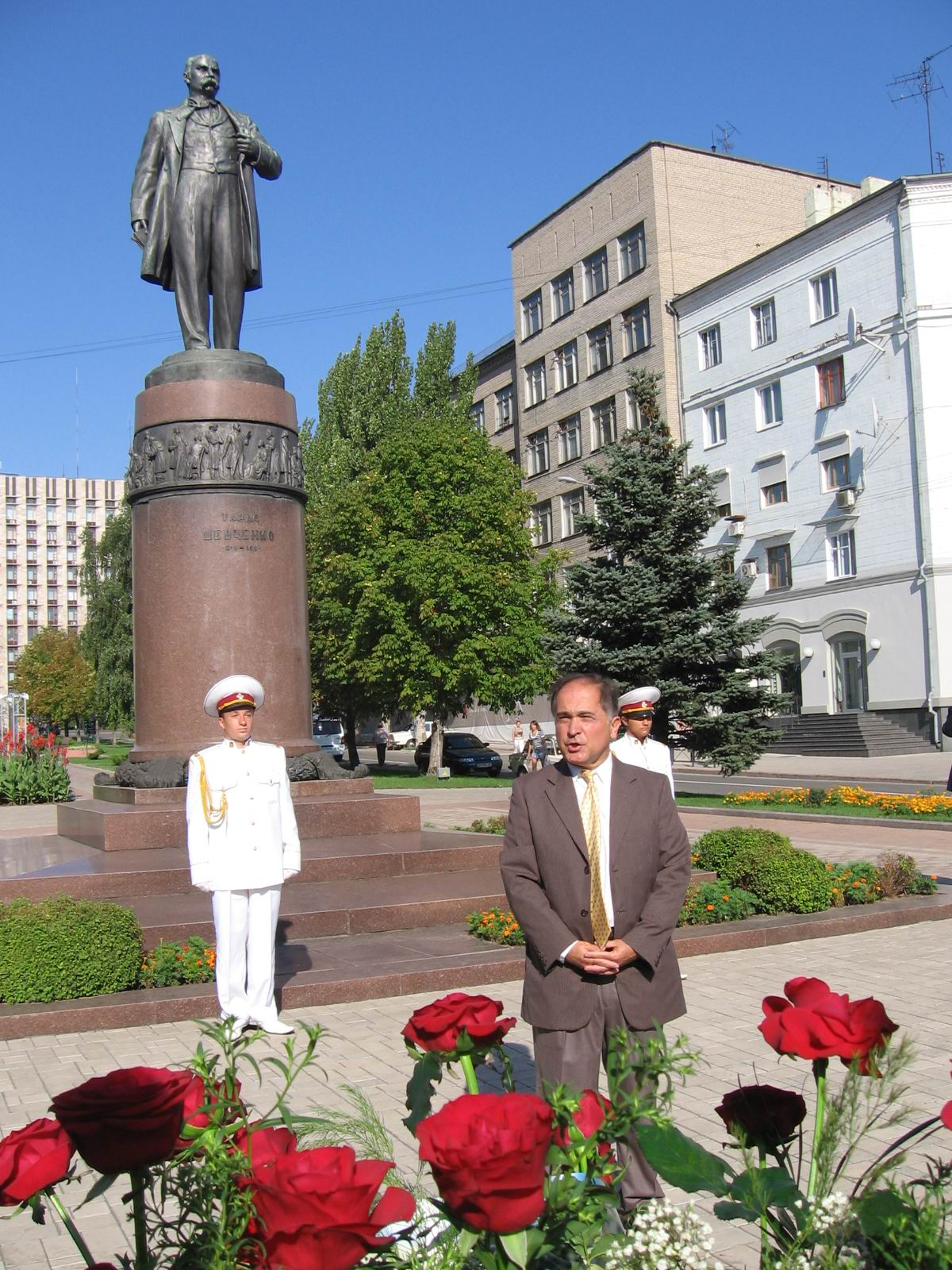
А.Лозинський виступає біля пам'ятника Тарасу Шевченку у Донецьку
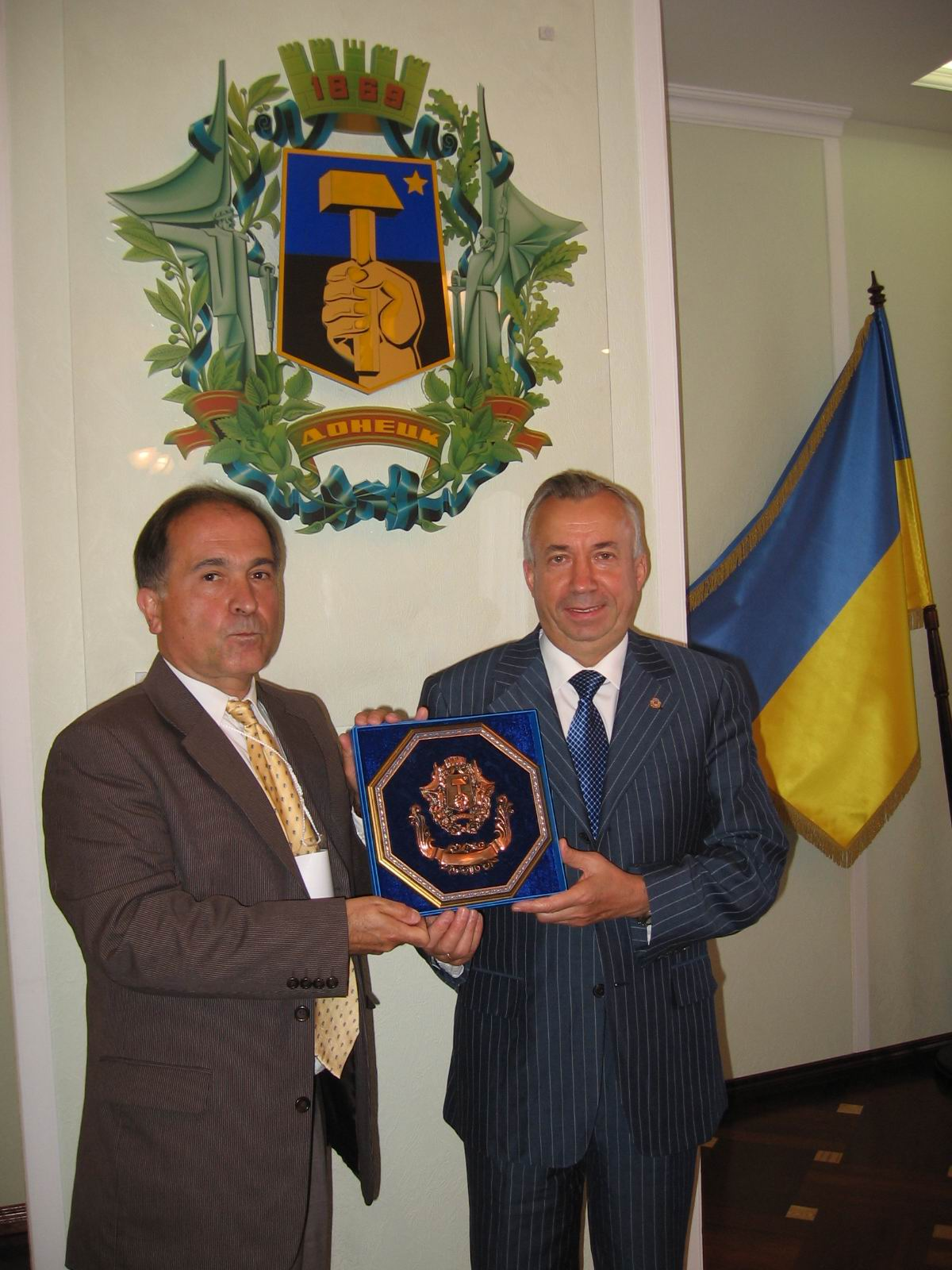
А. Лозинський приймає символічний дарунок — герб м. Донецька від мера О. Лук'янченка
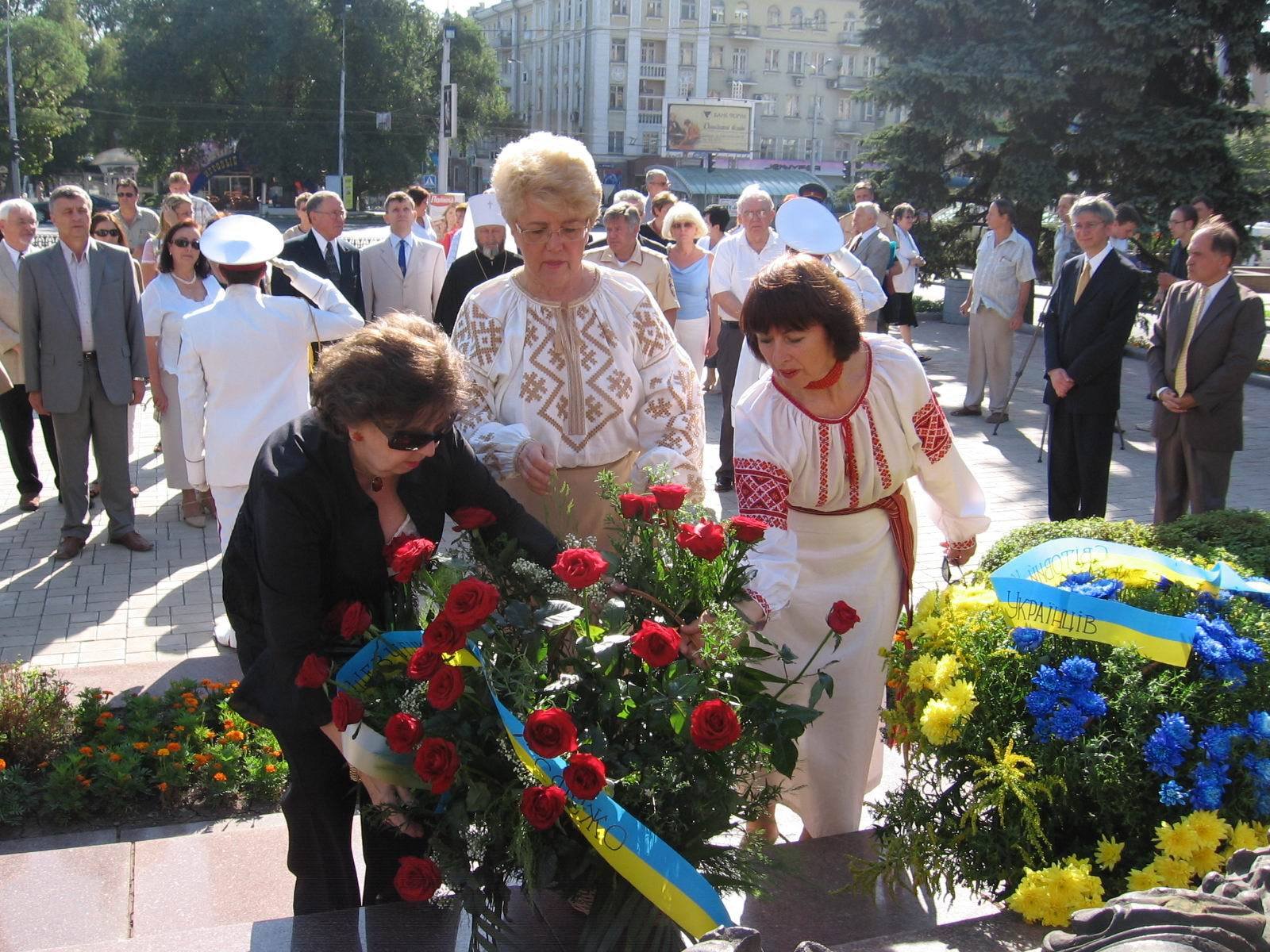
Під час покладання квітів до пам'ятника Тарасу Шевченку
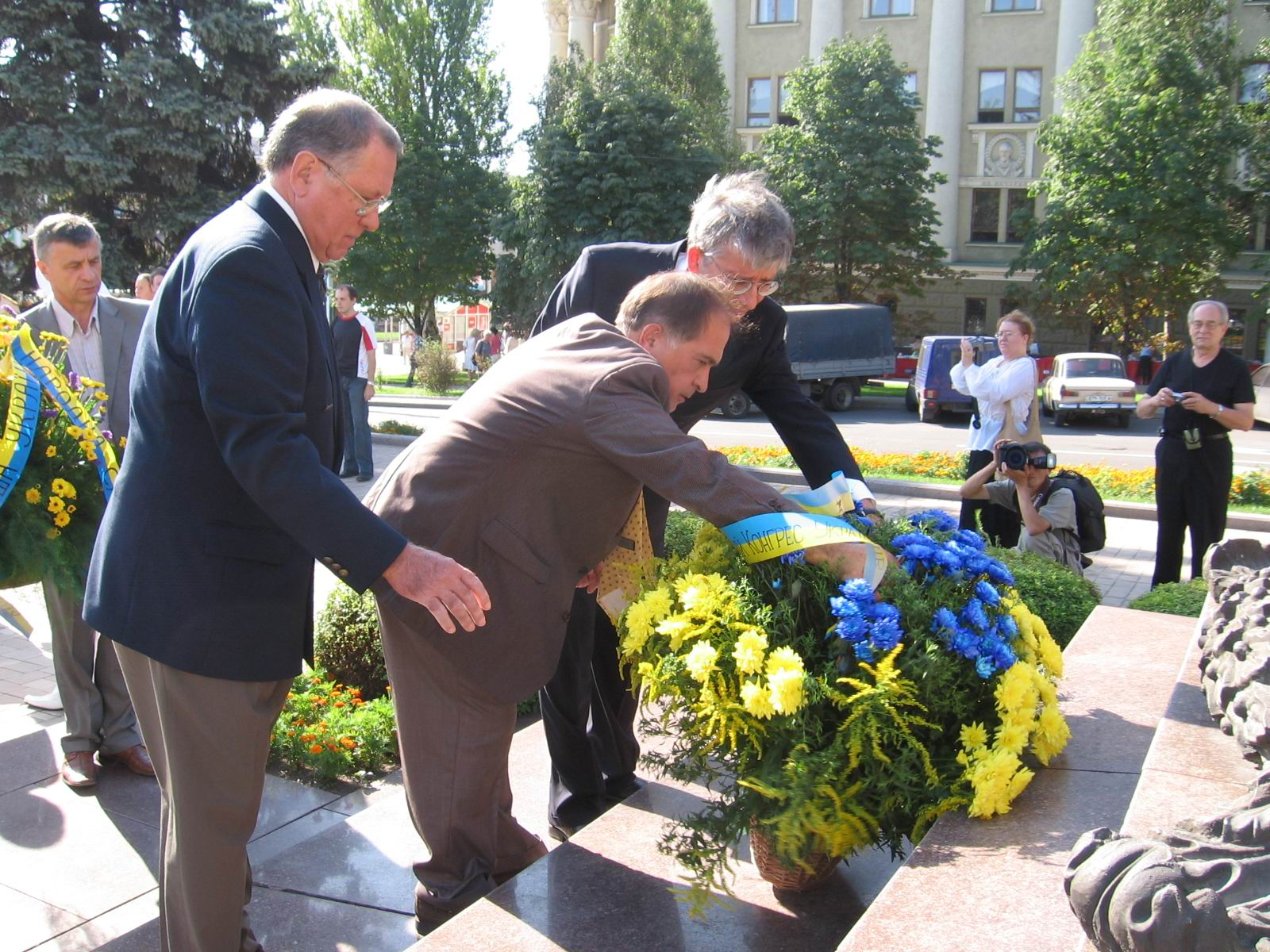
Педенко, Лозинський і Чолій під час покладання квітів до пам'ятника Тарасу Шевченку
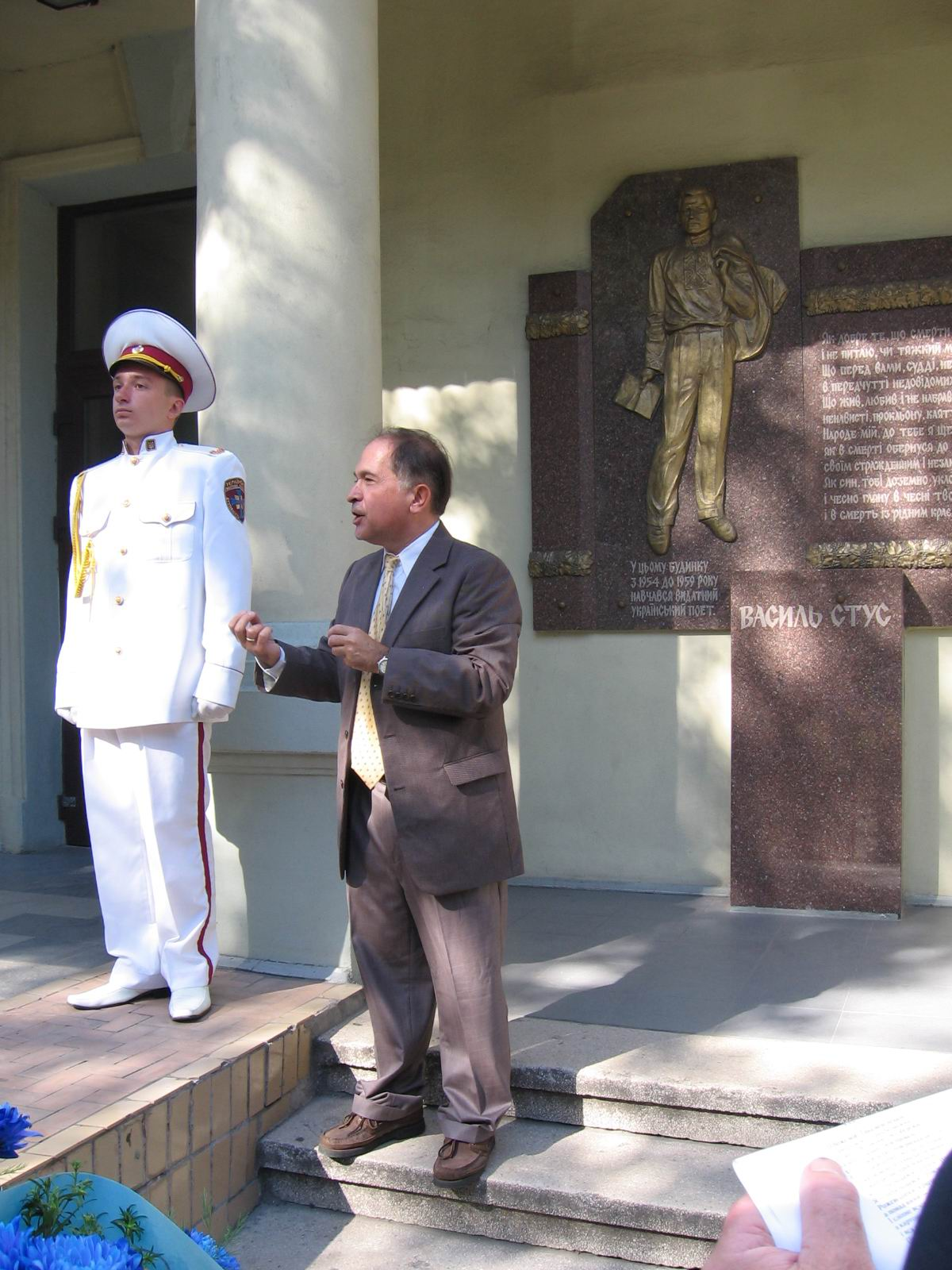
А.Лозинський виступає біля пам'ятної дошки В.Стусу, Донецький національний університет
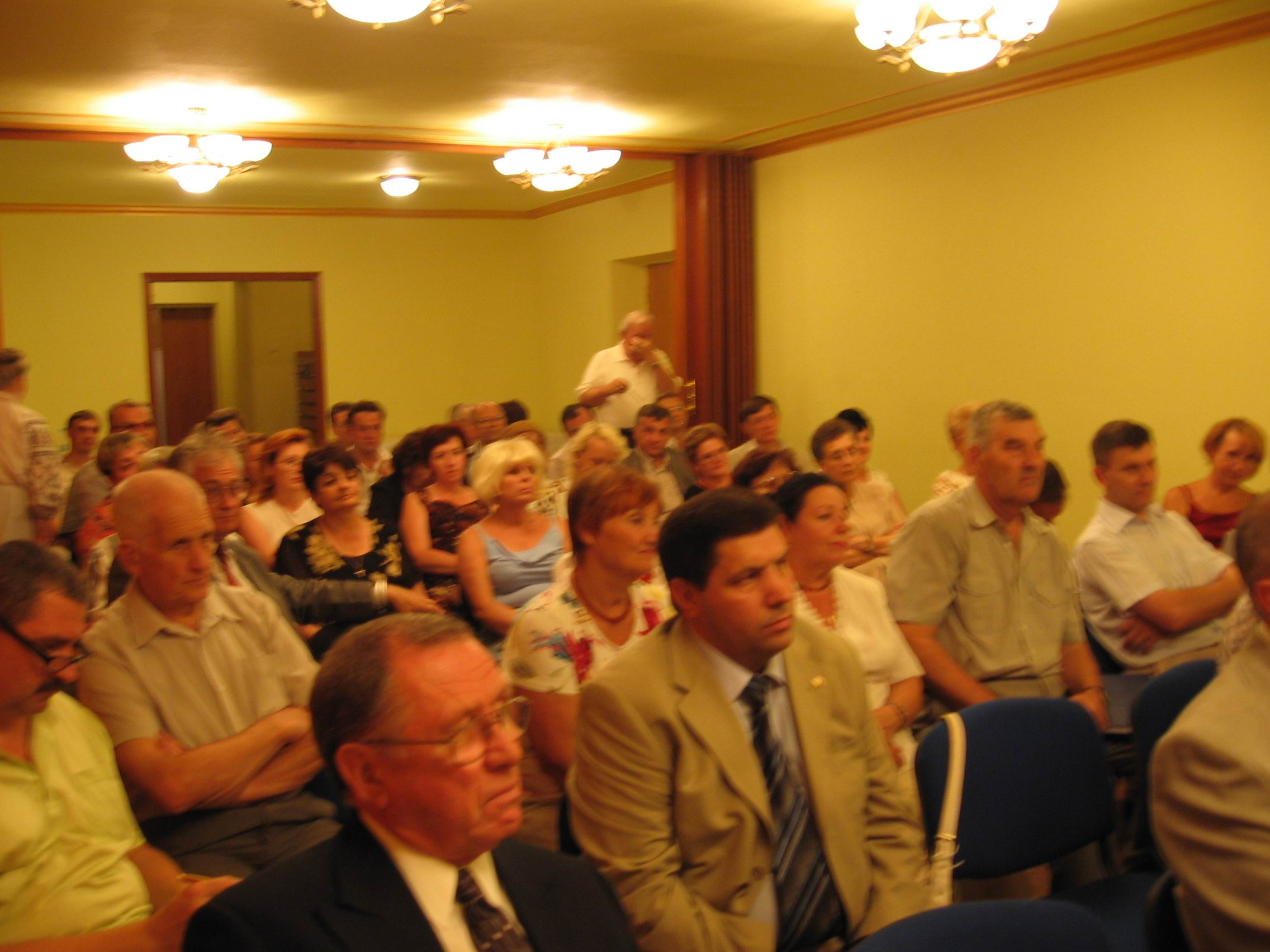
Зустріч з громадськістю Донецька. Готель "Київ", конференцзал.
А.Лозинський виступає біля пам'ятної дошки В.Стусу, Донецький національний університет

## 2008
20 серпня 2008 пройшло засідання ради директорів у Києві в рамках IX Світового конгресу українців, на якому до складу СКУ було прийнято п'ять нових організацій із Латвії, Узбекистану, Республіки Хорватія, США та Канади

## 2009
20—21 серпня 2009 р., м. Львів:
Було проведено працю по підготовці візії Світового Конґресу Українців (СКУ) щодо таких важливих для України та діаспори питань:
- захист українських національних меншин;
- збереження і розвиток української мови в Україні та в діаспорі;
- вшанування пам'яті жертв Голодомору 1932—1933 рр. та його визнання у світі актом геноциду;
- забезпечення недоторканності кордонів України і її вступу до Євросоюзу і НАТО;
- формування позитивного іміджу України.

## 2010
22—23 серпня 2010 р., м. Перемишль, Польща
Ці Річні загальні збори вперше пройшли на європейському терені за межами України — у місті Перемишль, Польща, де з прадавніх часів мешкають автохтонні українці.
У зборах узяли участь більше 60 учасників з 12 країн світу, серед яких президент міста Перемишль Роберт Хома, тимчасово повірений у справах України в Польщі Андрій Сибіга, попередній президент Світового Конґресу Українців д-рАскольд Лозинський, голова Української всесвітньої координаційної ради Дмитро Павличко, почесна голова Всеукраїнського жіночого товариства ім. Олени Теліги Ольга Кобець, генеральний консул України в Любліні Олег Горбенко, парохиУкраїнської Греко-Католицької та Автокефальної Православної церков о. митрат Євген Попович і о. Юрій Мокрауз та директор Міжнародного інституту освіти, культури та зв'язків із діаспорою Ірина Ключковська.
Перший день зборів учасники розпочали зі Служби Божої, яка пройшла в Архикатедральному соборі св. Івана Хрестителя.
Урочисте відкриття зборів відбулось у Народному домі, який українська громадаПеремишля збудувала для своїх потреб ще в 1904 році та який було несправедливо в неї відібрано внаслідок акції «Вісла». У своєму вступному слові президент СКУ Евген Чолій відзначив, що СКУ вибрав місто Перемишль для проведення зборів, щоб краще ознайомитись з українською громадою Польщі та нав'язати з нею ще тісніші зв'язки для майбутнього співробітництва, а також щоб прискорити повернення Об'єднанню Українців Польщі Народного дому та надання відповідної компенсації і коштів на його ремонт.
Після цього учасники вшанували пам'ять колишніх членів Ради директорв СКУ, генерального секретаря Віктора Педенка та фінансового референта Василя Самця і голову Комісії спорту Стаха Габу, які минулого року відійшли у вічність, та помолилися разом з о. митратом Євгеном Поповичем і о. Юрієм Мокраузом.
Затим представників світового українства привітав президент міста Перемишль Роберт Хома, який також запевнив, що Народний дім буде передано українській громаді протягом найближчих днів або найбільше — тижнів.
Вітальний лист учасникам зборів від Президента Віктора Януковича зачитав тимчасово повірений у справах України в Польщі Андрій Сибіга, після чого з вітальним словом виступили голова Об'єднання українців ПольщіПетро Тима, голова Української всесвітньої координаційної ради Дмитро Павличко, директор Міжнародного інституту освіти, культури та зв'язків із діаспорою Ірина Ключковська та голова Перемиського відділу Об'єднання українців Польщі Марійка Туцька.
Відтак президент СКУ Евген Чолій представив загальний звіт про діяльність СКУ за минулий рік. Він поінформував про розширення ділового партнерства між СКУ і Україною, у тому числі й про підписання трьох меморандумів співпраці з попередніми владними структурами України та про втілення їх у життя; про участь СКУ в парламентських слуханнях на тему зарубіжного українства; про зміцнення зв'язків зі складовими організаціями СКУ та налагодження контактів з іншими українськими громадами світу; про діяльність рад і комісій СКУ, зокрема у розбудові діяльності молодіжних організацій та в захисті людських і громадянських прав українців; про координацію проектів світового масштабу та про теми, порушені перед Президентом Віктором Януковичем у Меморандумі про важливі питання, що стосуються України та української діаспори.
Під час робочої частини зборів було представлено звіти членів Екзекутивного комітету та голів рад і комісій СКУ, а також розглянуто ряд статутних справ.
Затим відбувся круглий стіл на тему: «Важливі питання, що стосуються України, та подальші зв'язки СКУ з Україною». У його ході прозвучали різні думки, а зокрема йшлося про те, що СКУ ще й досі не отримав від Президента Віктора Януковича відповіді на представлені в меморандумі питання, що СКУ і далі буде реагувати на всі зазіхання на територію України та стежити за всіма заявами про порушення людських та національних прав, а також співпрацюватиме з різними неурядовими організаціями та націонал-демократичними силами, щоб захистити незалежність України та її демократичні надбання.
Далі пройшла презентація нового вебсайту СКУ та був представлений проект фотовиставки Руслана Теліпського «Монументальна Шевченкіана».
У цей же день делегація СКУ поклала вінки до пам'ятних знаків воїнам Української Галицької Армії та Української Повстанської Армії на військовому цвинтарі в с. Пікуличі.
23 серпня 2010 р. пройшли два круглі столи. На першому з них, що був присвячений темі «Координація діяльності між СКУ і його складовими організаціями», говорилосьпро необхідність зміцнення взаємозв'язку між СКУ та його членами, а зокрема під час проведення таких акцій міжнародного масштабу, як «Свічка моління», яку СКУ розпочав у червні цього року, і щорічного відзначення Міжнародного дня прав людини (10 грудня) та Міжнародного дня рідної мови (21 лютого). Обговорювалось також питання про можливості створення з ініціативи СКУ реєстру українських національних пам'яток, які знаходяться в різних країнах світу та про відкриття в Києві відділу канцелярії СКУ. Під час круглого столу «Сучасний стан української громади в Польщі» голова Об'єднання українців Польщі ознайомив учасників зборів із діяльністю організації і української громади в Польщі та подякував СКУ за співпрацю у вирішенні різних важливих для українців Польщі питань, а зокрема з підготовкою подання до Європейського суду в Страсбурзі щодо акції «Вісла» та поверненням Народного дому Об'єднанню Українців Польщі.
Були також представлені усні і письмові звіти складових організацій СКУ — крайових центральних репрезентацій, світових надбудов українських крайових організацій та українських крайових організаційз 17 країн світу, а саме: з Австралії, Америки, Аргентини, Великої Британії, Вірменії, Греції, Естонії, Іспанії, Канади, Німеччини, Польщі, Росії, Румунії, Словацької Республіки, Угорщини, Хорватії та Чеської Республіки.
Окрім цього, делегати ознайомились із проектом щодо представлення діяльності СКУ та українських громад діаспори в мережі українського телебачення, про що поінформував Богдан Музичка.
У рамках зборів президент СКУ Евген Чолій разом із головою Об'єднання Українців Польщі Петром Тимою та головою Перемиського відділу Об'єднання Українців Польщі Марійкою Туцькою мав зустріч у міській раді з президентом міста Перемишль Робертом Хомою. Президент СКУ подякував Роберту Хомі за участь у Річних загальних зборах СКУ і запевнення про передання Народному дому українській громаді, а також порушив питання про відзначення в 2011 р. 100-ліття Української школи ім. М. Шашкевича та повернення перемиським вулицям назв Тараса Шевченка, Маркіяна Шашкевича і Уляни Кравченко. Президент Перемишля у свою чергу ще раз підтвердив свою обіцянку відносно Народного дому, а також заявив, що міська влада у зв'язку з ювілеєм школи має наміри допомогти з коштами на її ремонт та що іменами відомих українців будуть названі нові вулиці Перемишля.
На завершення президент СКУ Евген Чолій відзначив успішність Річних загальних зборів 2010 р., подякував за допомогу в їх організації Об'єднанню Українців Польщі, а зокрема голові Перемиського осередку Марійці Туцькій, та закликав учасників до активної співпраці в майбутньому.

## 2011
21—23 серпня 2011 р., м. Київ, Культурно-мистецький центр Національного університету «Києво-Могилянська академія»
У цих Річних загальних зборах Світового Конґресу Українців (СКУ), взяли участь понад 170 делегатів і гостей із 26 країн світу.
21 серпня, під час відкриття Річних загальних зборів, президент СКУ Евген Чолій привернув увагу до того, що причиною їхнього проведення в Національному університеті «Києво-Могилянська академія» стала солідарність СКУ з боротьбою цього провідного вузу проти згортання демократичних основ у сфері освіти в Україні.
Після спільної молитви, яку провели Владика Української Греко-Католицької Церкви Богдан Дзюрах та Митрополит Української Православної Церкви Київського Патріархату Адріан Старина, учасників зборів привітали наступні почесні гості: президент Національного університету «Києво-Могилянська академія» Сергій Квіт, радник-посланник, заступник глави представництва Європейського Союзу в Україні Марія Юрікова, президент Києво-Могилянської фундації Марта Фаріон, заступник голови Всеукраїнського об'єднання «Батьківщина» Григорій Немиря, проректор Українського Католицького Університету Мирослав Маринович, голова Київської міської організації Товариства «Меморіал» Роман Круцик, новообраний та попередній голови Української всесвітньої координаційної ради Михайло Ратушний і Дмитро Павличко та директор Міжнародного інституту освіти, культури та зв'язків із діаспорою Ірина Ключковська. Окрім цього, президент СКУ зачитав привітання від Глави Української Греко-Католицької Церкви Святослава (Шевчука) та від тимчасово повіреної у справах Посольства Канади в Україні Каті Чаби.
У цей день учасники зборів заслухали доповідь президента СКУ Евгена Чолія про діяльність СКУ за минулий рік та звіти членів Екзекутивного комітету і частково — звіти голів рад і комісій СКУ.
Протягом наступних двох днів, 22 і 23 серпня, було представлено звіти голів рад і комісій СКУ, представників українських крайових центральних репрезентацій, світових надбудов і крайових організацій СКУ та порушено ряд статутних справ.
Під час зборів було прийнято ряд рішень, зокрема про надання повноважень Раді директорів СКУ розпочати працю над відкриттям у Києві бюро СКУ та розглянути питання про вступ до СКУ на правах асоціативного членства Української громади «Українська родина» (Туреччина) та Асоціації християнського руху українців (Португалія), а також про співпрацю СКУ з 5-м телеканалом України в справі започаткування нової телепередачі «Українська громада».
Рівнож відбулись 3 круглі столи на наступні теми: «Проблеми дотримання і захист людських прав і свобод українців», «Шляхи посилення співпраці та координація діяльності складових організацій СКУ» і «Державна програма співпраці із закордонними українцями на період до 2015 р. та можливості отримання фінансової допомоги від неурядових організацій», в яких разом із членами Річних загальних зборів СКУ взяли участь представники Української Православної Церкви Київського Патріархату, Національного університету «Києво-Могилянська академія», Українського Католицького Університету, Київської міської організації Товариства «Меморіал», Громадського комітету в Україні по вшануванню жертв Голодомору, 5-го телеканалу України, молодіжного відділу Ради Європи та Міністерства закордонних справ України.
У рамках Річних загальних зборів СКУ також пройшли наступні заходи: конференція Комісії людських і громадянських прав СКУ (20 серпня), конференція Української світової кооперативної ради СКУ (21 серпня) та Форум української молоді діаспори «Київ — 2011» (від 22 до 30 серпня), співорганізатором якого стала Конференція українських молодечих організацій СКУ.

## 2012
7—9 вересня 2012 р., м. Анависсос, Греція